# 芦花台站
芦花台站是位于宁夏回族自治区银川市西夏区的一个铁路车站，邮政编码750014。车站建于1958年，有包兰铁路经过该站，现不办理客货运业务，但每日有一对客车停靠，车站及其上下行区间均为电气化区段。车站距离包头站495公里，隶属兰州铁路局银川车务段，是五等站。1988年时，该站日接发客车4对，货车22对，年接发旅客近2万人，装卸货物四千多吨。